# 무아이보란

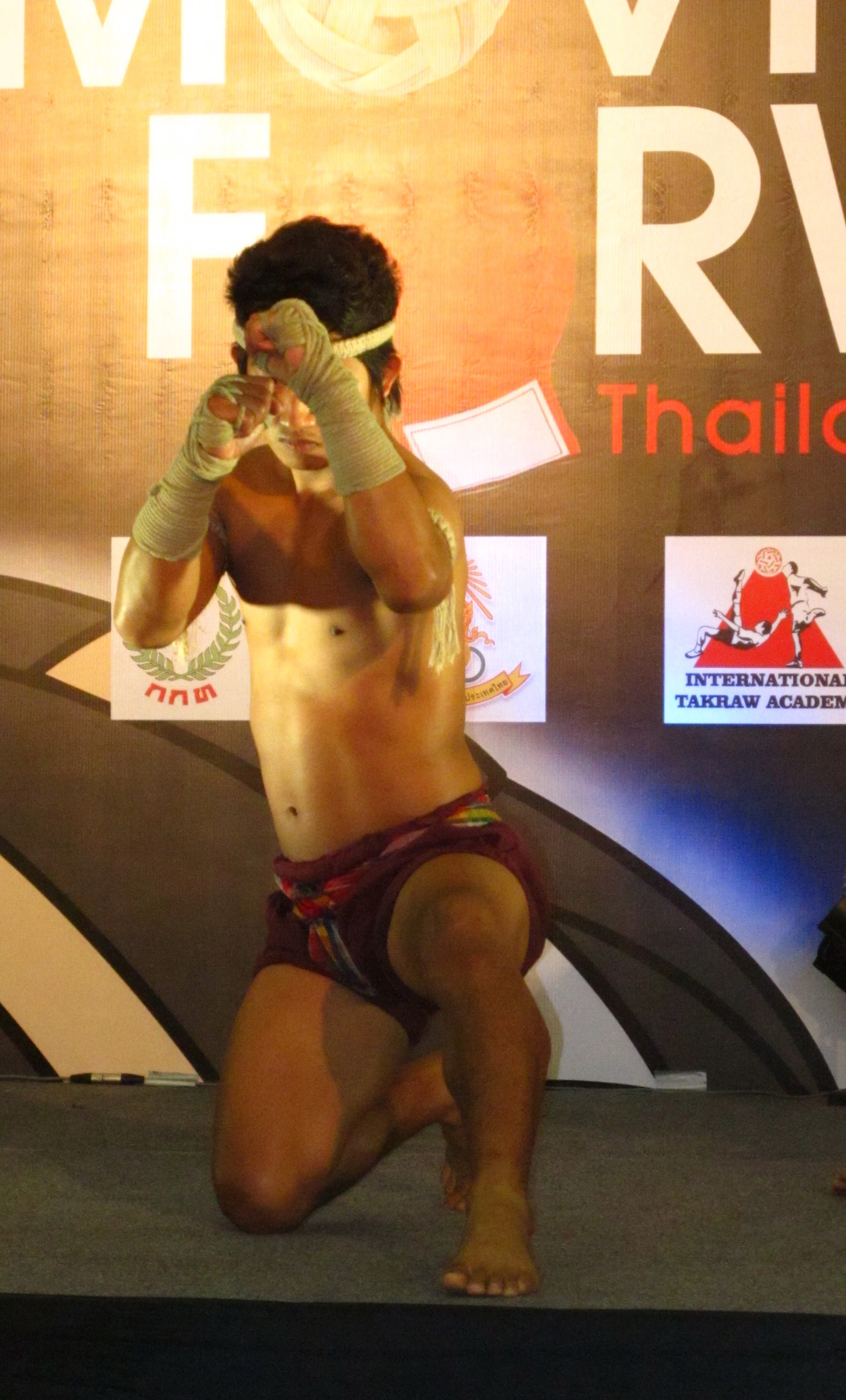
무아이보란

무아이보란(태국어: มวยโบราณ)은 타이의 무에타이가 경기화하기 전에 맨손 및 맨발을 주로 사용하는 전투 기법이다.
보통 맨손 격투술인 람무에와 끄랍비끄라봉 그리고 온몸의 관절을 탈골시키는 잔인한 유술인 빰으로 나뉘어있다.

## 같이 보기
- 무에타이
- 산타 (스포츠)